# Hadena concinna
Hadena concinna är en fjärilsart som beskrevs av Jacob Hübner 1827. Hadena concinna ingår i släktet Hadena och familjen nattflyn. Inga underarter finns listade i Catalogue of Life.